# Albrecht Kauw

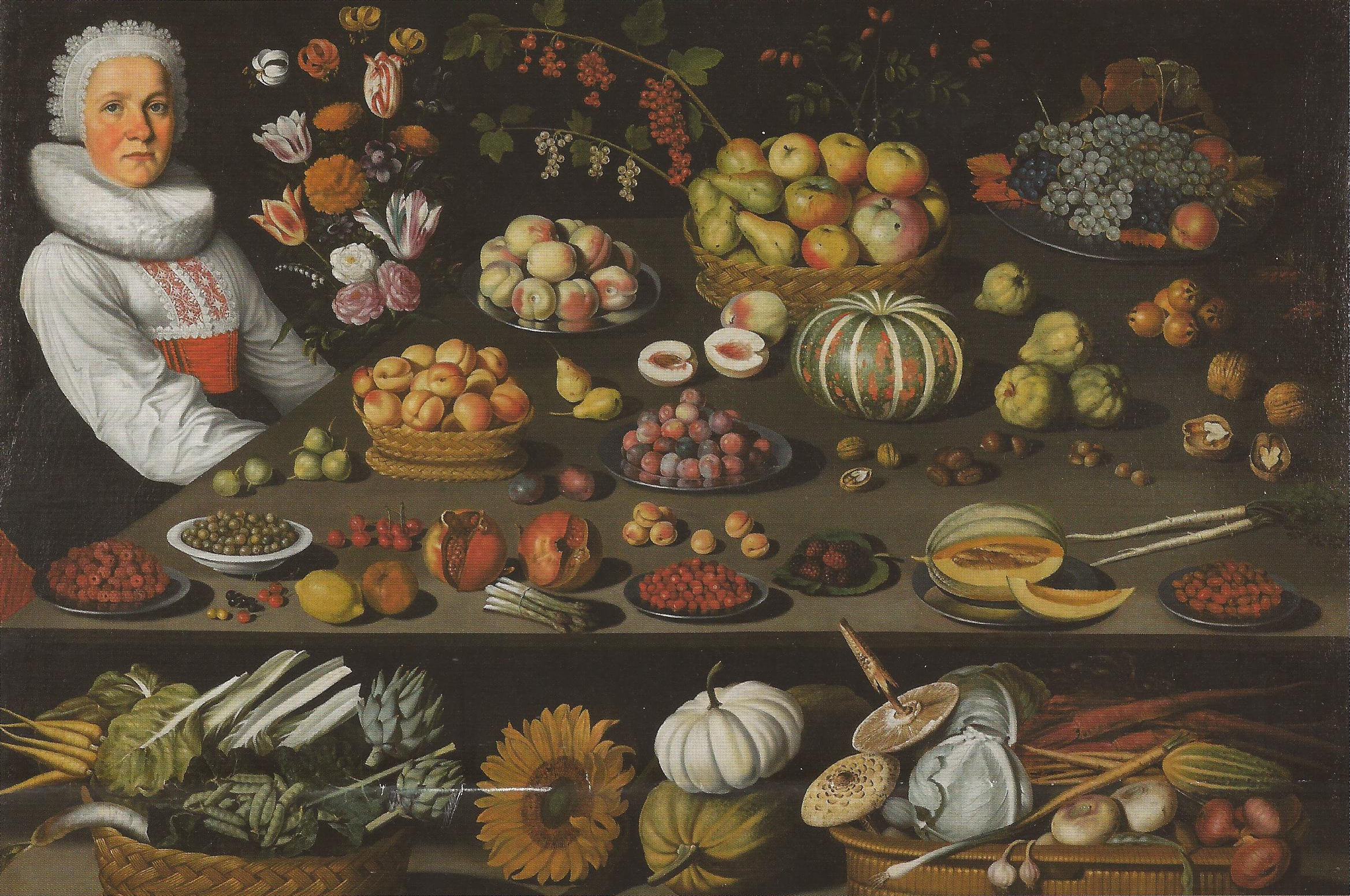
Albrecht Kauw, Stillleben mit Frau

Albrecht Kauw (I.) (getauft 26. November 1616 in Straßburg; † 1681/1682) war ein elsässischer Maler.

## Leben
Albrecht Kauw war der Sohn des wohlhabenden Weinhändlers Conrad Koha und der Anna-Maria Volmar. Kauw dürfte seine Kindheit und Jugend in Straßburg verbracht haben. Möglicherweise bildete er sich im Umfeld der Maler Georg Brentel und Sebastian Stoskopff aus. Spätestens ab 1639 wirkte er in Bern. Aus diesem Jahr sind zwei signierte und datierte Porträts bekannt. Hier heiratete er Katharina Meyer von Zofingen. 1649 kopierte Kauw den Totentanz von Niklaus Manuel im Kreuzgang des kurz darauf mitsamt dem Totentanz zerstörten Dominikanerklosters und schenkte diese Gouache-Kopien dem bernischen Rat.

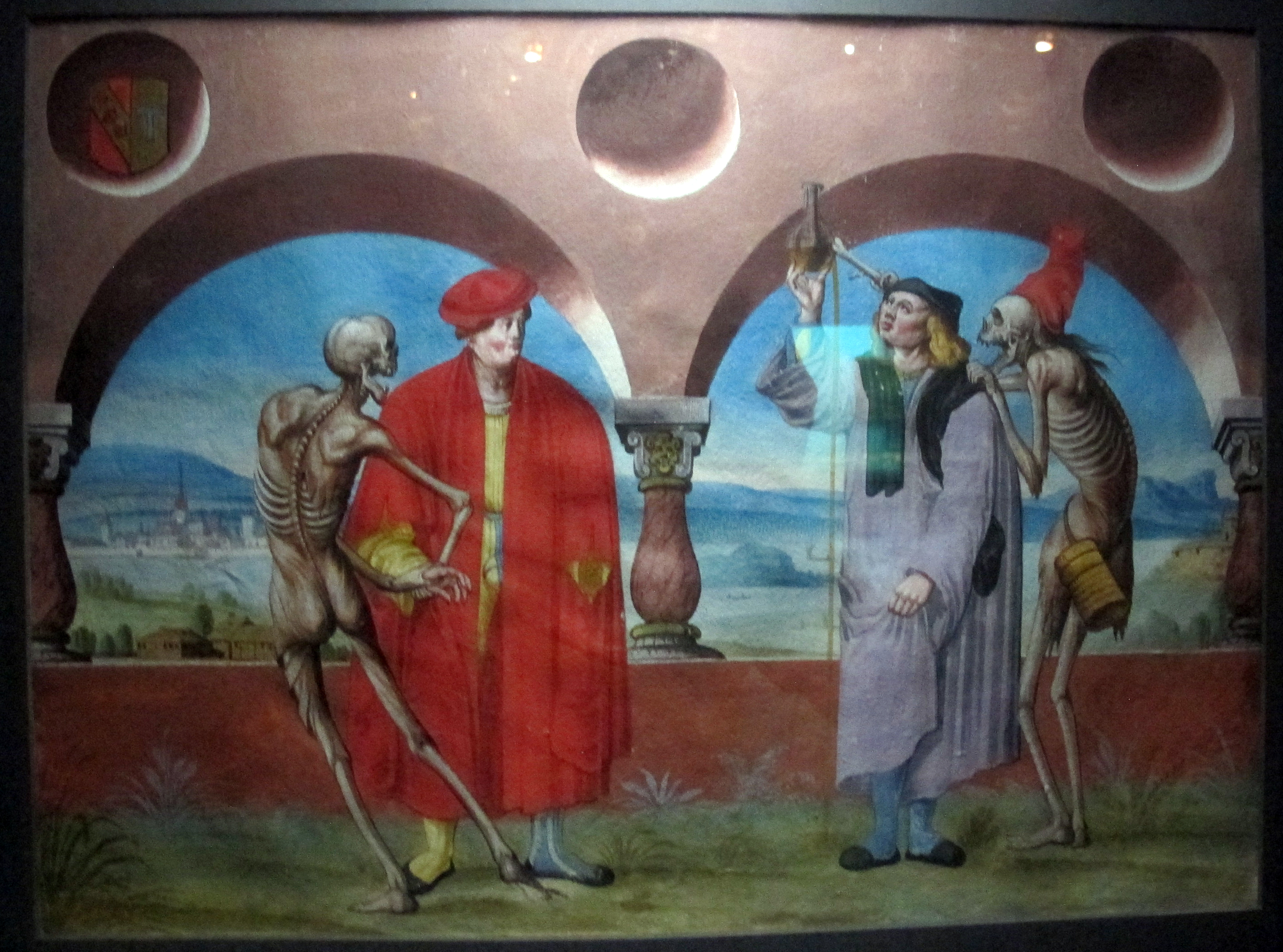
Totentanz-Kopie (Ausschnitt)